# Dios del Inframundo
Víctor Manuel Soto Flores, född 23 juli 1979 i Mexico City är en mexikansk fribrottare inom den mexikanska stilen lucha libre. Han är mer känd under sina artistnamn Drago, Gato Everready och sedan 2023 Dios del Inframundo, men har brottats under 8 olika identiteter. 

## Karriär
Soto Flores debuterade professionellt såvitt dokumenterat år 1998 under namnet Alan. I 25 år, mellan 1998 och 2023 brottades han i Lucha Libre AAA Worldwide, ett av Mexikos två största fribrottningsförbund under många olika pseudonymer genom åren. Han är dock mest känd under namnet Drago, där han under 2010-talet bildade en trio med Aerostar och Rey Fénix, Team AAA. Med dem vann han turneringen King of Trios i det amerikanska förbundet Chikara år 2015 och samma år vann han den prestigefyllda titeln Alas de Oro i Lucha Libre AAA.
Han har också brottats i USA, Japan och runt om i världen, bland annat för Impact Wrestling.
2023 lämnade han AAA och anslöt sig istället till förbundet Lucha Libre Elite, och bytte i samband med detta namn till Dios del Inframundo (spanska: Gud av undervärlden), då AAA varumärkeregistrerat namnet Drago. Sedan han lämnade AAA har brottaren tidigare känd som Baby Extreme tagit över karaktären Drago.

## Bilder

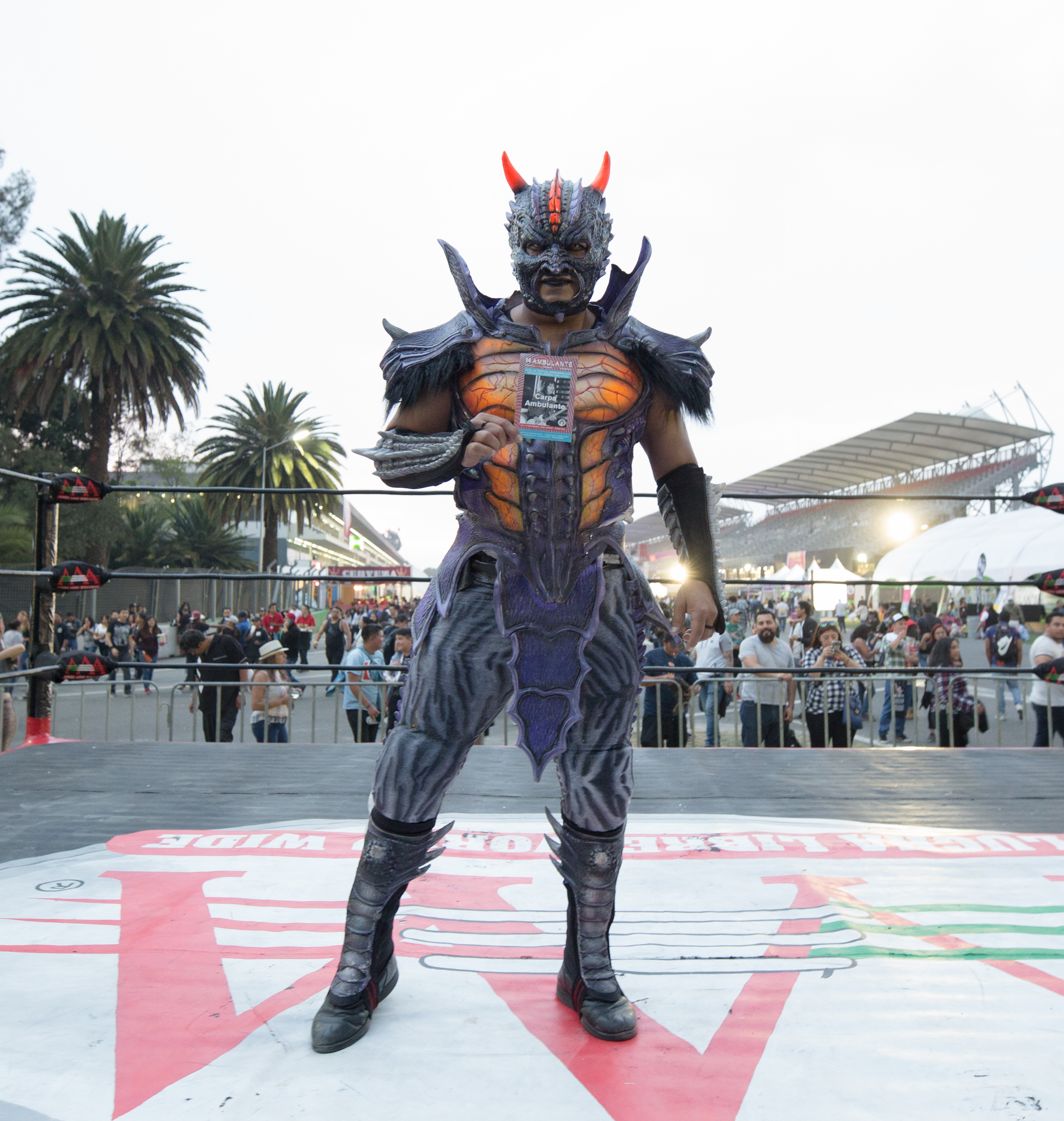
2019 under festivalen Vive Latino.
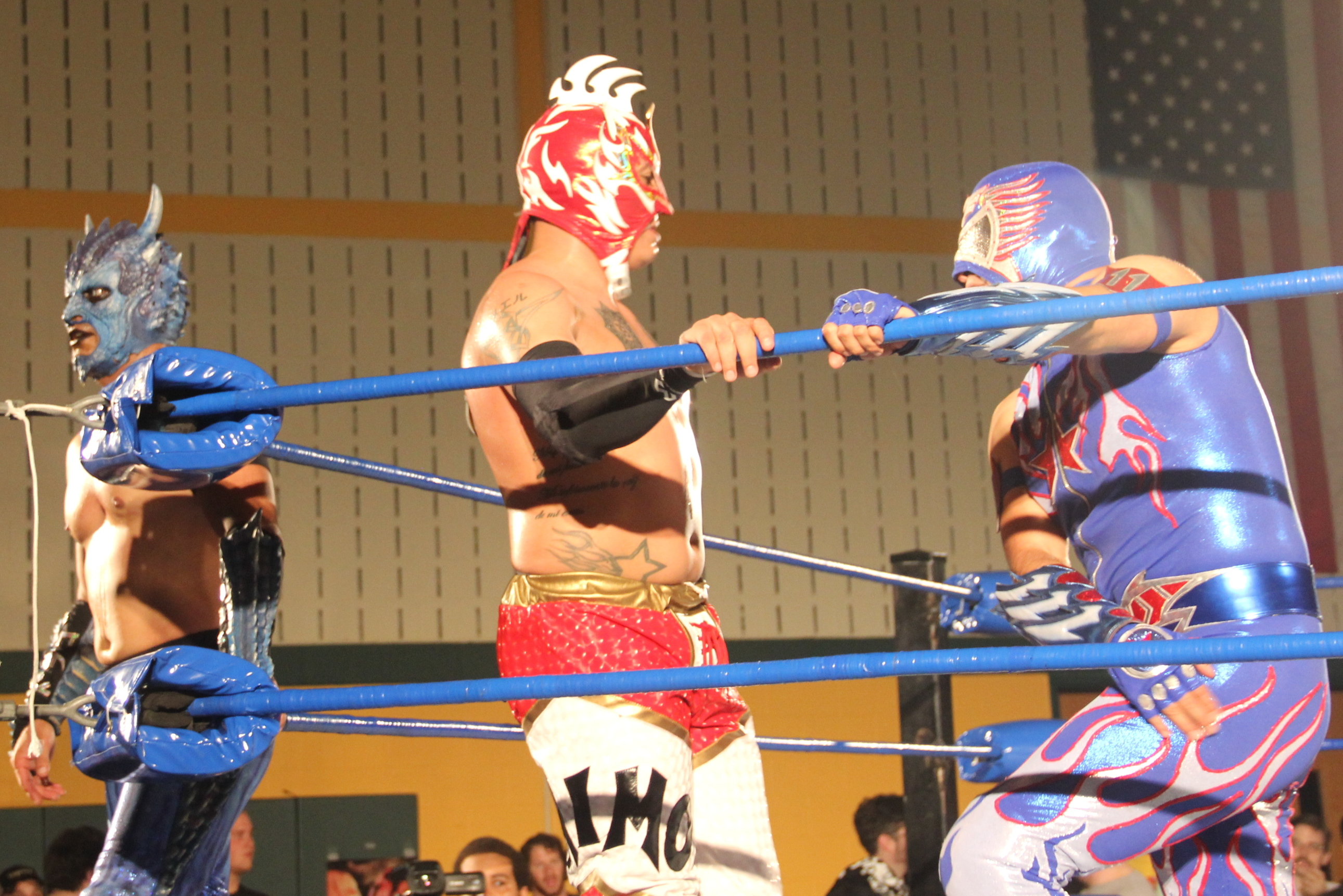
Team AAA med Drago (t.v), Rey Fénix och Aerostar i USA 2015.